# Bolschesidorowskoje
Bolschesidorowskoje (russisch Большесидоровское) ist ein Dorf (selo) in Südrussland. Es gehört zur autonomen Republik Adygeja und hat 1547 Einwohner (Stand 2019). Im Ort gibt es 14 Straßen.

## Geographie
Das Dorf liegt am Fluss Psenafe, 25 km südöstlich des Dorfes Krasnogwardeiskoje. Archipowskoje ist der nächstgelegene ländliche Ort.